# Abu Marwan Abd al-Malik II
Abu Marwan Abd al-Malik II, conosciuto anche come ʿAbd al-Malik II (in arabo عبد اﻟﻤﻠﻚ ﺍﻟﺜﺎﻧﻲ‎?; ... – 10 marzo 1631), è stato il decimo sovrano della dinastia sa'diana del Marocco, sultano dal 1627 al 1631.

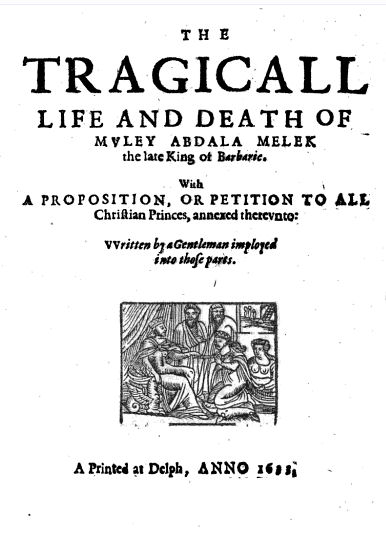
Un libro su Abū Marwān ʿAbd al-Malik II, scritto dal diplomatico inglese John Harrison nel 1633.

Figlio del sultano Zaydan al-Nasir e nipote di Ahmad al-Mansur, salì al trono dopo la morte del padre, avvenuta nel 1627.
Dopo la morte di Zaydan al-Nasir, avvenuta nel settembre 1627, ʿAbd al-Malik gli succedette, ma subito dopo si ribellarono i suoi due fratelli al-Walid ibn Zaydan e Muhammad al-Shaykh al-Saghir. Un terzo fratello, che pure aspirava al trono, Ahmad ibn Zaydan, si asserragliò a Fès nel novembre 1627, e solo nel giugno 1628 venne sconfitto da Abū Marwān ʿAbd al-Malik II. Da qui fu poi sedata la rivolta dei fratelli e tutti i loro beni vennero confiscati.
Dopo le spedizioni di Isaac de Razilly in Marocco, ʿAbd al-Malik II firmò il trattato franco-marocchino con la Francia nel 1631, che accordò a Parigi un trattamento preferenziale, conosciuto come capitolazione: tariffe preferenziali, l'istituzione di un consolato e libertà di culto per i sudditi francesi.
ʿAbd al-Malik II godeva di una pessima reputazione nella sua corte. Quando nacque suo figlio, si disse abbia rinchiuso tutte le donne del palazzo in una torre, costringendole (non senza qualche esagerazione, visto il loro numero) ad avere rapporti sessuali con lui per festeggiare la nascita del piccolo.
Aveva inoltre fama di essere un alcolista, infatti era ubriaco ed incosciente quando fu assassinato nel suo letto il 10 marzo 1631, in un complotto che portò al trono il fratello al-Walid ibn Zaydan.
La sua biografia fu pubblicata dal diplomatico inglese John Harrison nel 1633.